# Raymond Chow
Pour les articles homonymes, voir Chow.
Raymond Chow Man-wai, né le 8 octobre 1927 à Hong Kong et mort le 2 novembre 2018 à Hong Kong, est un producteur de film et un animateur de télévision hongkongais. En tant que fondateur de Golden Harvest, il a produit des acteurs comme Bruce Lee, Jackie Chan et Tsui Hark.

## Biographie

### Jeunesse
D'origine ethnique Hakka Han avec des racines ancestrales à Taipu, Guangdong, Chow a étudié les arts martiaux auprès du maître Hung Ga Lam Sai-wing. Il a fréquenté l'Université Saint John de Shanghai, et a obtenu un baccalauréat en journalisme en 1949. Il a commencé à travailler pour le Hongkong Standard. En 1951, il rejoint le bureau de Voice of America à Hong Kong.

### Carrière
La carrière cinématographique de Chow commence en 1958. Il débute comme directeur de la publicité chez Shaw Brothers, mais est rapidement nommé directeur de la publicité et directeur de la production pendant 10 ans, soit jusqu'en 1970. Il loue le studio de Cathay et sous-traite sa chaîne d'exploitation de 104 cinémas en Asie du Sud-Est. À l'époque, Cathay est une force prédominante dans l'industrie cinématographique malaisienne.
Lorsque Cathay veut mettre fin à l'association de la société à Hong Kong, Chow quitte Shaw Brothers pour fonder Golden Harvest avec le producteur de films Leonard Ho en 1970. Il capitalise sur les défauts de Shaw Brothers, qui ont un système qui limite la créativité, et parvient à attirer Bruce Lee dans Golden Harvest, ce qui en fait un concurrent sérieux de Shaw Brothers après la sortie de The Big Boss (1971). Les films de Chow avec Lee deviennent les premiers films de Hong Kong à atteindre un large public mondial. Sous la direction de Chow, Golden Harvest deviendra la pierre angulaire du cinéma de Hong Kong, menant les ventes au box-office de Hong Kong pendant deux décennies, des années 1970 aux années 1980, tout en se développant dans la distribution internationale. En 1981, la National Association of Theatre Owners nomme Chow Showman international de l'année pour ses contributions à l'industrie cinématographique américaine après le succès de L'Équipée du Cannonball.
Bien que Chow soit crédité d'avoir produit de nombreux films, dans le commentaire audio de la sortie britannique de Zu Warriors from the Magic Mountain, Tsui Hark, à qui on a posé la question élémentaire du rôle de Chow en tant que producteur de films, a expliqué que ce crédit n'avait pour la plupart aucun sens. Tsui a déclaré que le rôle de tout producteur au studio n'était souvent rien de plus que de donner le feu vert et d'assurer le financement du projet, et que les producteurs tels que Chow mettaient rarement, voire jamais, les pieds sur le plateau pendant le tournage du film. Raymond Chow a officiellement annoncé sa retraite à Hong Kong le 5 novembre 2007.

### Vie personnelle
Chow a épousé Felicia Yuen Hei-wah (袁曦華) et ils ont eu une fille, Roberta Chow (鄒重珩), née en 1963. Chow a également eu une liaison avec l'écrivaine Ng Suk-fong (伍淑芳), dont le nom de plume était Lan Yan (藍茵). Ng a donné naissance à un fils illégitime, Felix Chow (鄒重珏) en 1960, suivi d'un deuxième fils, Terence Chow (鄒重瑾), en 1963. Cependant, Chow n'a pas pu donner à Ng et à leurs enfants illégitimes une quelconque légitimité en raison de son mariage avec Yuen. Il a choisi de se séparer d'eux mais a continué à les soutenir financièrement. Ng est morte de maladie en 1967 et ses deux fils ont été élevés par sa sœur.
Chow a participé à des tournois internationaux de bridge et était un habitué du Royal Hong Kong Golf Club.

### Mort
Raymond Chow meurt d'un œdème cérébral le 2 novembre 2018, à l'âge de 91 ans. Il laisse derrière lui une fille avec sa défunte épouse et deux fils avec sa défunte maîtresse.